# Parafia Świętej Rodziny w Piekarach Śląskich
Parafia Świętej Rodziny w Piekarach Śląskich – parafia rzymskokatolicka należąca do archidiecezji katowickiej i dekanatu piekarskiego. 

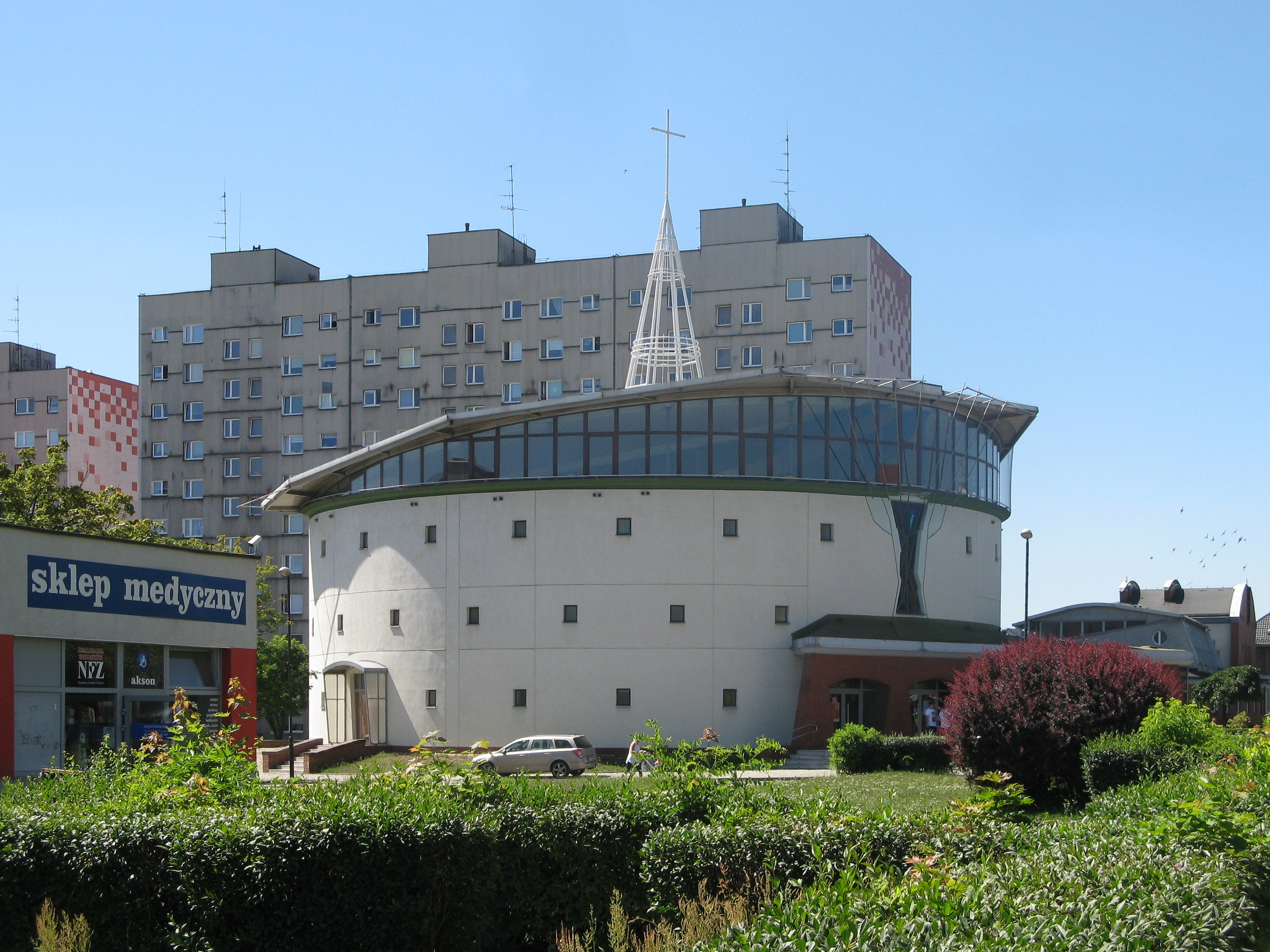
Kościół parafialny na tle osiedla Wieczorka (2018)

Parafia została erygowana 15 marca 1981 roku, choć aktywność wokół pierwotnie pełniącego funkcję kościoła parafialnego kalwaryjskiego kościoła pod wezwaniem Zmartwychwstania Pańskiego związana z rozbudową osiedla Wieczorka i wynikającymi z tego potrzebami trwała już od przełomu lat 60. i 70. XX w. W początkowych latach tej aktywności (w postaci regularnego odprawiania Mszy Św. zarówno w niedziele, jak i w tygodniu) do tych zadań przypisany niejako był ks. Józef Foltynowicz, po czym od 1971 roku funkcję tę – jako administratora nowo tworzonej parafii – sprawował ks. Rajmund Machulec, a następnie, w latach 1979–1981, ks. Bernard Macioń, który pozostał w parafii jako proboszcz do roku 1986. Lata transformacji systemowej w Polsce były dla parafii okresem przygotowań do budowy nowej świątyni, niemal w samym środku osiedla. Proboszczem w tym okresie (lata 1986–1993) był ks. Piotr Płonka. W sierpniu 1993 roku administratorem parafii został ks. Michał Kostoń (proboszcz od 1995 roku). 28 maja 1994 ks. biskup Gerard Bernacki, po nabożeństwie maryjnym poświęcił plac pod budowę nowego kościoła. W tej uroczystości udział wzięło ok. 2 tysięcy wiernych. 24 kwietnia 1995 roku został przedstawiony zakres plac na przyszły rok. Projekt kościoła przedstawili Piotr i Barbara Średniawa. Budowę podjął ówczesny proboszcz parafii ks. Michał Kostoń, decydując się na obniżenie kosztów budowy poprzez realizację tego zadania metodą gospodarczą (a więc przede wszystkim siłami samych parafian), nierzadko osobiście pracując fizycznie przy budowie – najpierw tymczasowej kaplicy (poświęconej 8 grudnia 1994 roku i będącej przez cały okres budowy centrum życia duchowego parafii), przebudowanej po konsekracji kościoła na dom parafialny, następnie probostwa oraz kościoła. Równolegle od 4 listopada 1996 roku do ostatnich dni marca 1998 roku remontowany był kościół kalwaryjski (pierwszą Mszę Św. po remoncie w Poniedziałek Wielkanocny 13 kwietnia 1998 r. odprawił ks. abp Damian Zimoń), a z ramienia parafii pracami tymi, jak również remontem kaplic na terenie Kalwarii kierował ks. proboszcz Michał Kostoń, który w 1999 roku został uhonorowany tytułem kanonika honorowego Kapituły Katedralnej w Katowicach. Kościół został konsekrowany przez abp Damiana Zimonia 10 grudnia 2000 roku, który również nadał kościołowi wezwanie Świętej Rodziny. W związku z tym dokonano zmiany wezwania parafii na wezwanie św. Rodziny. Kościół Zmartwychwstania Pańskiego został zwrócony Parafii Imienia NMP i św. Bartłomieja Apostoła w Piekarach Śląskich. W 2006 roku dekretem metropolity katowickiego abp Damiana Zimonia ks. budowniczy kanonik Michał Kostoń został przeniesiony do parafii Ducha Świętego w Tychach, a jego miejsce zajął nowy proboszcz ks. Damian Gatnar. Od września 2018 roku dekretem metropolity katowickiego abp Wiktora Skworca proboszczem został ks. Jarosław Ogrodniczak. Od 30 lipca 2023 roku nowym administratorem/ proboszczem parafii jest ksiądz Michał Kowalski.

## Grupy parafialne[1]
- Nadzwyczajni Szafarze Kmunii Świętej
- Służba liturgiczna
- Grupa Młodzieżowa
- Dzieci Maryi
- Scholka dziecięca „Pod skrzydłami”
- Chór „Akatyst”
- Żywy Różaniec
- Wspólnota „W drodze”